# Devi

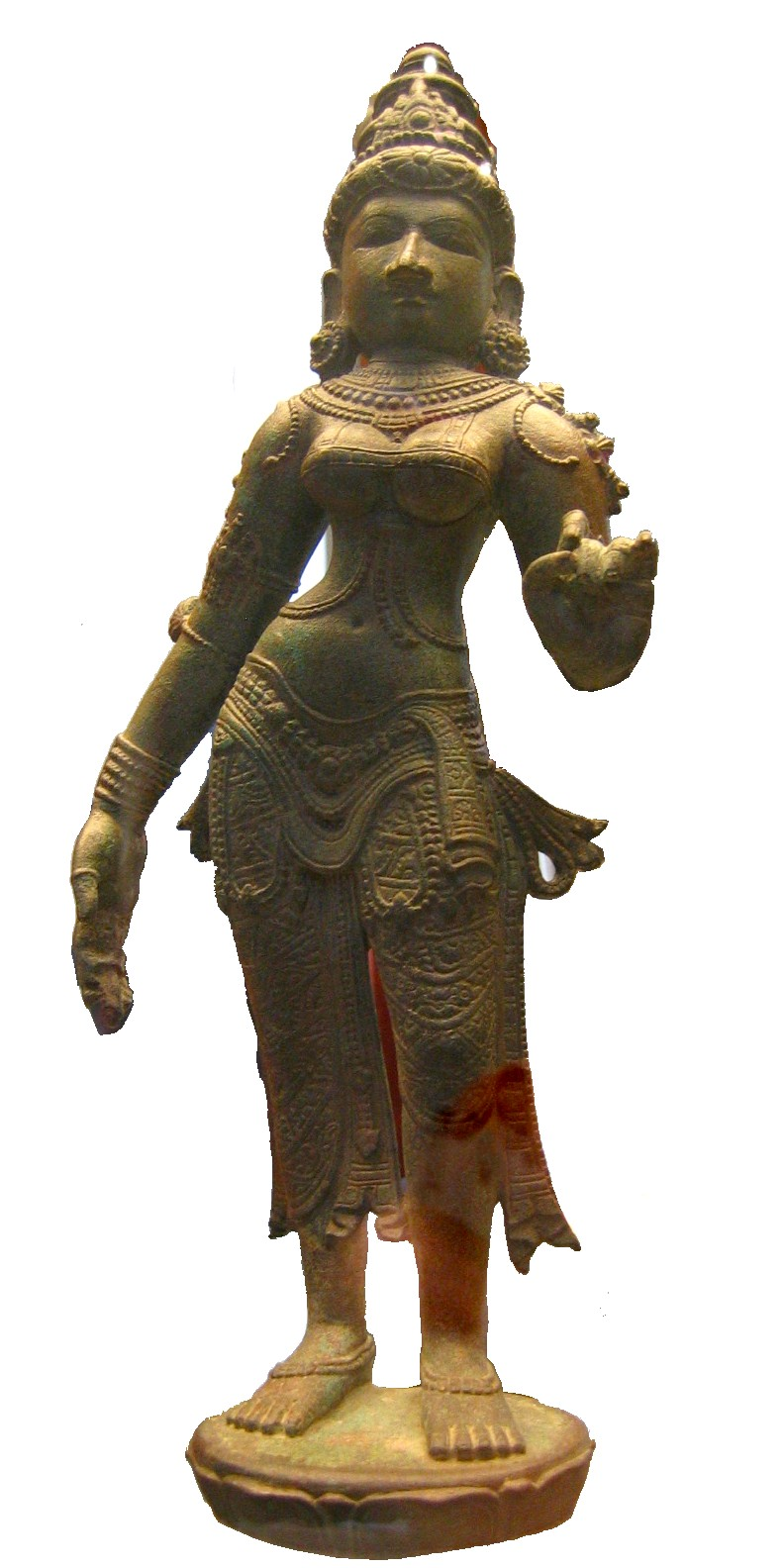
Uma escultura da deusa Lakshmi.

Devi (Devanagari: देवी, devī) é a palavra em Sânscrito para Deusa. 
Devi é sinônimo de Shakti, o aspecto feminino do divino, como concebido no Shaktismo. Ela é a contrapartida do sexo feminino sem os quais o aspecto masculino, Shiva, que representa a consciência ou a discriminação, mantém-se impotente e nulo. O culto da Deusa é parte integrante do Hinduísmo.
Devi é o núcleo formador de cada deusa hindu. Como a manifestação feminina do senhor supremo, ela é também chamada Prakriti ou Maya, e ela equilibra o aspecto masculino do Purusha divino. 

## Origens

### O Vale do rio Indo
A Civilização do Vale do rio Indo, com as suas culturas vizinhas de Zhob Kulli e regiões do Balochistão, têm rendido dados sobre práticas religiosas no subcontinente indiano datados em torno de 3000 a.C.. Alguns estudiosos sugerem que a cultura do vale do rio Indo tinha um culto à Grande Mãe ou a Mãe Divina, semelhante aos cultos na Ásia Menor e no Mediterrâneo. Alguns têm mesmo arriscado um palpite que esta pode ser a mais antiga forma de Shaktismo.[carece de fontes?]

### Período védico
A Literatura Védica descreve um número significativo de deusas incluindo Ushas, Prithivi, Aditi, Saraswati, Vac, Nirrti, Ratri, Aranyani; e uma série de deusas menores, incluindo Puramdhi, Parendi, Raka, Dhisana, - dificilmente mencionadas mais do que uma dúzia de vezes na Rig Veda, e todas são associadas à graças e riquezas. Outras poucas como Ila, Bharati, Mahi, Hotra são invocadas e convocadas através de hinos durante certos rituais.
De acordo com o Vedanta, Shakti vem a ser Maya ou ilusão que lança um véu sobre Brahman, a última realidade. Shakti e Brahman são entidades inseparáveis que residem em um único organismo, reafirmando a alegação de que Shakti e Shiva coexistem.
Na literatura hindu Purânica desenvolvida no período medieval, a Devi ou Shakti chegou a ser considerada como o princípio supremo da realidade, sendo identificada ao próprio Brahman.

## Manifestações
Devi ou o divino feminino é a contrapartida igual do divino masculino, e, portanto, manifesta-se como a própria Trindade - a Criadora (Durga ou a Mãe Divina), a Preservadora (Lakshmi, Parvati & Sarswati) e a Destruidora (Mahishasura-Mardini, Kali & Smashanakali).

### Mahadevi
Muitos textos, mitos e rituais relativos à deusa se agregam sob um grande feminino sendo, geralmente denominado como Mahadevi ou Devi. A tradição hindu como refletido nos Vedas, falam de deusas discretas como Lakshmi e Parvati. Mais tarde, surgiu uma tendência a relacionar todas as deusas em uma derradeira deusa, o melhor exemplo de tais textos é o Devi Mahatamaya. Outra característica importante da mitologia e teologia de Mahadevi é a insistência de que ela assume tanto aspectos benignos quanto terríveis, transcendendo as dualidades.

### Durga
No panteão hindu, Durga é uma das mais populares deusas, e sua criação tem lugar no contexto de uma crise cósmica. Os asuras estavam em ascensão, e tinham se tornado uma ameaça para a estabilidade cósmica. Os deuses machos foram incapazes de conter e submeter os demônios liderados por Mahishasura, e por isso, reuniram-se em um conclave e emitiram as suas energias sobre Uma/Parvati, a esposa de Shiva, que se tornou a deusa guerreira, Durga (“a invencível”).
A literatura védica não tem qualquer deusa particular correspondente ao conceito de Durga embora tenha referências a certas deusas como escravas dos demônios. Taitriya-aranyaka menciona Durga, mas não de uma forma comparável à Durga do Hinduísmo atual. Por volta do séc IV a.C., imagens de Durga matando Mahishasura começar a tornar-se comum em muitos palácios no subcontinente indiano. 
Em um certo ponto, em sua história, Durga se associa a Shiva como sua mulher, e então, adquire caracteres mais caseiros. Isso é muitas vezes caracterizado na sua iconografia em que ela é mostrada ladeada por quatro deus identificados como seus filhos: Karttikeya, Ganesh, Saraswati e Lakshmi. 
Na Teologia subjacente, as aparições e proezas de Durga são revelados em Devi Mahatmyam, o mais famoso texto que exalta suas proezas, onde se descreve: "Embora ela seja eterna, a deusa se torna mais e mais evidente protegendo o mundo". Isso faz dela páreo de vários avatares de Vishnu.
Um dos mais famosos festivais associados a ela é Durga Puja celebrado no mês de Ashvin (setembro-outubro), e é também chamado, festival Navaratri.

### Saraswati

Imagem da deusa Saraswati

Saraswati, “a que flui”, é uma das mais célebres deusas da período védico de todos os tempos. Ela tem sido repetidamente mencionada no Rig Veda, e foi identificada com o rio Saraswati. Durante um período de tempo, a sua ligação com o rio foi diminuindo consideravelmente, fazendo com que ela deixe de ser uma deusa que personifica a sacralidade de um rio, e adquira sua história e atributos independentes.
Ela é a deusa da fala e da aprendizagem, e é a criadora do Sânscrito, a língua dos Vedas. Ela é a consorte de Brahma, o criador e membro da trindade hindu. Ela é igualmente reverenciada pelos hindus, jainistas e pelos budistas. Sua iconografia retrata a sua associação com a arte, ciência e cultura, que é radicalmente diferente de outras grandes deusas que são identificadas com fertilidade, riqueza, e batalhas. Ela é apresentada possuindo quatro braços, e os itens mais comuns que aparecem em suas mãos são um livro, uma vina(alaúde), a "mala", e um cálice d’água. O livro retrata a arte, a ciência e a aprendizagem; o alaúde a associa com a música e artes; e o livro de orações e o cálice d’água significa sua associação com os ritos religiosos. Ela é adorada no primeiro dia da Primavera, de acordo com calendário hindu, chamado Basant Panchami.

### Sri Lakshmi

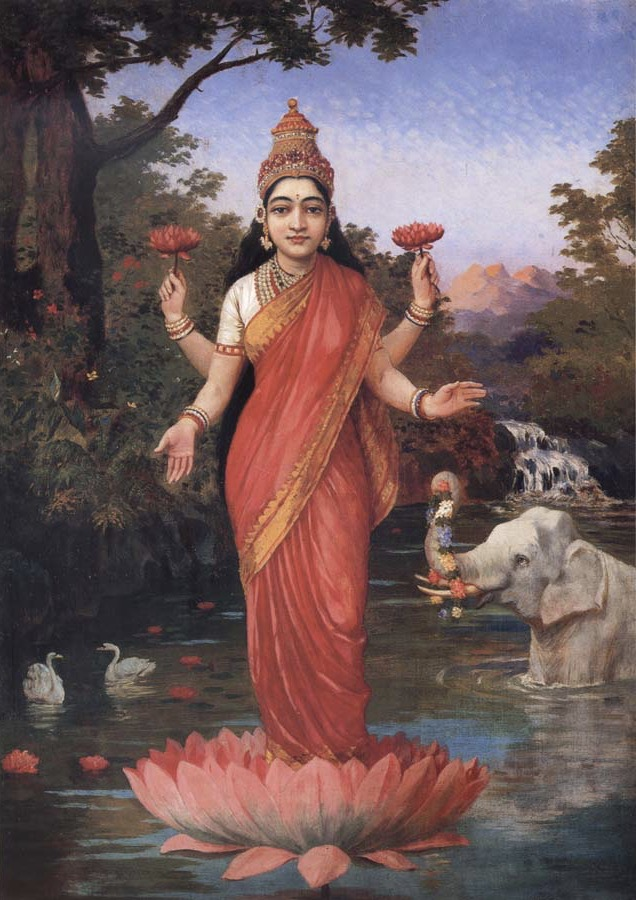
Lakshmi

Sri, popularmente conhecida como Lakshmi e também chamada Sri Lakshmi, é uma das mais populares e amplamente deusas cultuadas na tradição Hindu desde o período pré-budista. Ela tem um peso considerável de mitologia e história. As primeiras lendas afirmam que Sri é nascida como resultado de austeridades do Prajapati, e ela representa dez qualidades e objetos, ou seja, alimentação, poder real, soberania universal, nobreza, poder, brilho sagrado, reino, fortuna, generosidade, e beleza.
Os primeiros Vedas não tem qualquer deusa chamada Sri Lakshmi ou Lakshmi, mas Sri aparece em vários hinos védicos, e Sri é indicativa de vários atributos positivos incluindo beleza, glória, poder, capacidade, e valor. Na literatura védica recente, Sri retrata o acórdão do poder e majestade dos reis. Sri-Sukta, um hino anexado ao Rig Veda, é um famoso cântico védico, exaltando Sri, e apresentando em detalhes, tanto conceitualmente como visualmente. O hino também a associa ao lotus e ao elefante - uma associação, que não mudou na história posterior.
Durante o período épico tardio(400 dC), Lakshmi foi associada a Vishnu, e surgiu como sua esposa ou consorte, e adquiriu - além dos seus atributos anteriores - características de uma esposa.
Ela é adorada em Diwali, uma noite de lua nova, que simboliza que sua presença é suficiente para dissipar todas as trevas dos corações de seus devotos.

### Parvati

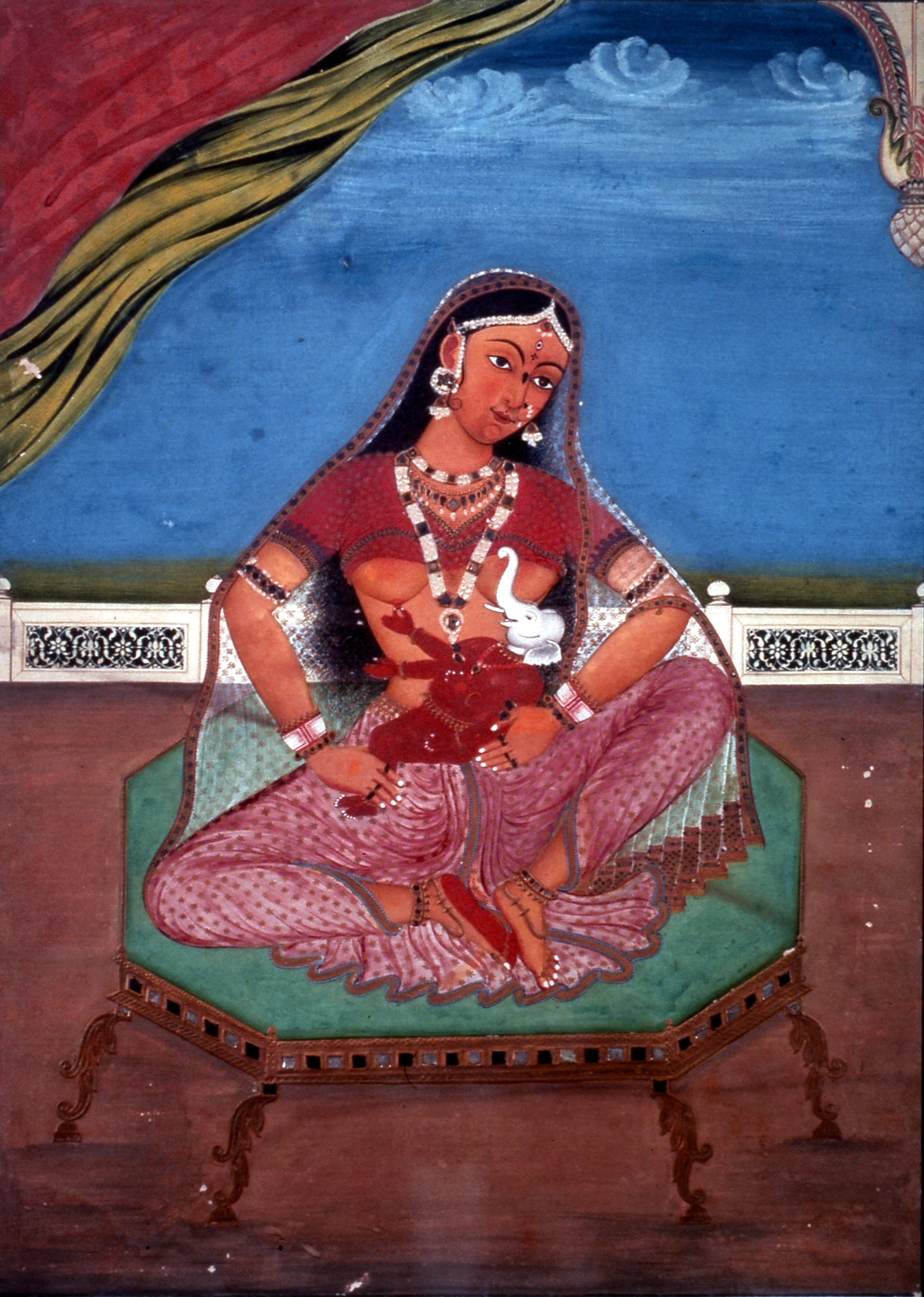
Parvati amamentando seu filho Ganesha. Aquarela (ca. 1820)

Parvati, é a filha das montanhas (os Himalaias), é consorte de Shiva, e é geralmente considerada uma deusa benigna. Foi identificada como uma reencarnação de Dakshayani, primeira esposa de Shiva, que se destruiu por auto-imolação porque seu pai, Daksha, a insultou. Parvati quando retratada junto com Shiva aparece com duas armas, mas, quando sozinha, é mostrada com quatro braços, e monta um tigre ou um leão. Ela também é conhecida por uma série de outros nomes, incluindo Ambika(mãe), Gauri(ouro), Shyama, Bhairavi(incrível) e Kali.
Na mitologia clássica hindu, a raison d'être de Parvati, e antes de Sati, é atrair Shiva para o casamento e, assim, em um círculo mais vasto de assuntos mundanos. Com os jogos de Kalidas (séc V – séc VI), bem como o Puranas (século IV - através do século XIII) os mitos de Sati, Parvati e Shiva adquiriram detalhes abrangentes.

### Kali
Kali é uma das mais importantes divindades, e muitos textos e contextos tratam Kali como uma divindade independente, não diretamente associados a uma divindade masculina. Nos casos onde ela é associada a uma divindade masculina, é invariavelmente Shiva. Neste aspecto, ela representa o onipotente Shakti de Shiva. Ela detém tanto o poder criativo e destrutivo do tempo.
As primeiras referências a Kali na tradição Hindu remontam ao século VI, e a localizamos nos campos de batalha combatendo asuras. Recomenda-se que seus templos sejam construídos longe de habitações humanas. O drama Kadambari do século VII Vana Bhatta apresenta uma deusa chamada Chandi, um epíteto tanto para Kali quanto para Durga.
A mais famosa aparição de Kali nos contextos de batalha são encontrados no Devi Mahatmya quando durante a batalha com os asuras, Durga fica irritada. Seu rosto fica escuro como breu, e de repente Kali surge da testa de Durga. Ela é preta, usa uma grinalda de cabeças humanas, se veste com uma pele de tigre, e carrega vários crânios humanos. Ela destrói os asuras. Mais tarde, Durga procura mais uma vez o seu apoio para aniquilar Raktabija. Os mitos de Kali recontam várias dessas aparições, principalmente nos aspectos terríveis.

### Mahavidya
Mahavidyas, isto é, o supremo conhecimento, revelações e manifestações, refere-se a um grupo de dez deusas. Constituem um aspecto importante da teologia Mahadevi, que salienta que a Devi tem tendência a manifestar-se e mostrar-se de diversas formas e aspectos. As Mahavidyas não são mencionados nos primeiros textos hindus, mas surgem relativamente tarde na tradição Hindu. Segundo alguns estudiosos, elas são realmente dez deusas tântricas e partes de Kali, personificando suas diferentes facetas. Sete delas representam forças criativas encarnadas em Kali, e as três restantes encarnam a sua natureza e aspectos destrutivos. No contexto da mitologia hindu, a origem das dez Mahavidyas tem lugar na história de Sati e Shiva.
As dez Mahavidyas são: Kali, Tara, Chinnamasta, Bhuvanesvari, Bagla, Dhumavati, Kamla, Matangi, Sodasi, e Bhairavi.

### Bhuvanesvari
Uma das manifestações da Devi é Bhuvanesvari, a Senhora do Universo. Esta é a forma pela qual ela é apresentada em uma importante obra, a Devi Gita, que faz parte do Devi Bhagavata Purana. Nesta obra, Bhuvanesvari é considerada como o ser supremo, a realidade fundamental, a fonte de tudo aquilo que existe, sendo equivalente a Brahman.

### Navadurga
Navadurga (Devanagari: नवदुर्गा), que significa literalmente nove Durgas, constituem, de acordo com a mitologia hindu, a manifestação de Durga em nove diferentes formas. 
As Navadurga são adoradas durante o outono Navaratri ou os Nove dias, iniciando os devotos em um período de festas, de acordo com calendário hindu.

## Outros aspectos

### Sita
Sita é uma das divindades mais populares do Hinduísmo. Atualmente, Sita é associada a Rama (uma avatar de Vishnu), tal como a sua mulher, e ela recebe culto junto com seu marido Rama, sendo considerada uma das muitas encarnações de Lakshmi. 
Uma divindade feminina chamada Sita antes do Ramayana de Valmiki. Sita significa literalmente "enrugada", ou seja, a linha feita enquanto se ara a terra, e no período védico ela foi uma das deusas associadas à fertilidade. O Kausik-sutra e o Paraskara-sutra associam-na várias vezes como a esposa de Parjanya (um deus associado às chuvas) e Indra.
Ela surgiu como uma importante divindade no Ramayana de Valmiki, escrito aproximadamente entre 200 AC e 200 DC, e vários vernáculos extraídos do mesmo, com conteúdos ligeiramente modificados, ao longo dos séculos seguintes. Estes textos enaltecem Rama e Sita como o casal divino, e inúmeras mitologias, lendas, e folclores giram em torno deles. Sita é sempre representada em associação com Rama, o seu marido, e Rama é fundamental para a sua vida e existência. Ela tem um papel dominante em toda a tradição mitológica hindu tão longe quanto o retrato da mulher e esposa ideal aparece. Ela representa a devoção da esposa, paciência e castidade. Ela obscurece várias outras esposas divinas hindu, como Parvati e Lakshmi, e outros semelhantes esposas dedicadas da mitologia hindu, como Savitri e Damayanti.

### Radha
Radha, que significa prosperidade e sucesso, é uma das Gopis de Vrindavan, e é uma figura central da teologia Vaishnava. A literatura recente fala de uma favorita Gopi de Krishna, mas seus detalhes emergem claramente séculos mais tarde. A Gitagovinda de Jayadeva (século XII) apresenta uma descrição completa de Radha e sua associação com Krishna. Ela também é considerada como uma encarnação de Lakshmi, principalmente por seguidores de Chaitanya (século XVI). 
Tradicionalmente, o amor de Radha por Krishna é assimilado à aspiração divina da alma humana, e ela é considerada como um dos últimos modelos de devoção. Seu papel é também de ser uma intermediária entre o homem e Deus.

### Matrikas
Matrikas, são as mães, um grupo de divindades que sempre aparecem em conjunto.

## Shakti Peeths
Outros importantes aspectos da Mulher divina são os vários Shakti Peethas espalhados em toda a nação, onde mais de 51 partes do corpo de Devi Sati, primeira mulher do deus Shiva caiu após ter sido desmembrada pelo Sudarshana Chakra do deus Vishnu. 
Nos primórdios da existência, conta-se que a deusa Sati havia se auto-imolado na festa cerimonial de seu pai, o rei Daksha e, um enfurecido e inconsolável deus Shiva vagueou por toda a Criação, com o seu corpo, maldizendo a sua própria criação. Cada ponto da terra onde partes do seu corpo caíram, é agora venerado como um Shakti Peetha - a sede do Shakti ou poder feminino.

## Leia também
- Mantra

## Outras leituras
- Hindu Goddesses: Vision of the Divine Feminine in the Hindu Religious Traditions (ISBN 81-208-0379-5) de David Kinsley
- The Rise of the Goddess in the Hindu Tradition (ISBN 0-7914-2112-0) de Tracy Pintchman
- Grace and Mercy in Her Wild Hair : Selected Poems to the Mother Goddess, Ramprasad Sen (1720-1781). (ISBN 0-934252-94-7)
- Devi, The Mother Goddess: An Introduction de Devdutt Pattanaik (ISBN 81-87111-45-3)
- Sri Aurobindo: "The Mother". ISBN 0-941524-79-5